# مايك شيلدر
مايك شيلدر (بالهولندية: Mike Schilder) مواليد 26 مايو 1994 في آيندهوفن، هو لاعب كرة سلة هولندي. بدأ مسيرته الاحترافية في سنة 2010. يحمل الرقم 9. يبلغ طوله 6 قدم 0 بوصة (1.8 م). لعب مع نادي دين بوش لكرة السلة في الدوري الهولندي لكرة السلة.

## الإنجازات
نادي دين بوش لكرة السلة
- الدوري الهولندي لكرة السلة (2): 2011–12، 2014–15
- كأس السوبر الهولندية لكرة السلة (2): 2013، 2015

## روابط خارجية
- مايك شيلدر على موقع الاتحاد الدولي لكرة السلة (الإنجليزية)
- مايك شيلدر على موقع كرة السلة الأوروبية.كوم (الإنجليزية)
- مايك شيلدر على موقع ريلجم (الإنجليزية)
- مايك شيلدر على موقع بروبوليرز (الإنجليزية)